# Zdenka Ziková
Zdenka Ziková (6. února 1902 Praha – 4. června 1990 Praha) byla česká operní pěvkyně a hudební pedagožka.

## Životopis
Zdenka Ziková byla příbuzná Františka Škroupa, skladatele národní hymny. Za manžela měla chorvatského dirigenta Fridrika Rukavinu (1883–1940). Základy zpěvu získala v Praze u Bohumily Rosenkrancové, zdokonalovala se ve Vídni a Itálii.
V Praze vystupovala v letech 1920–1957 (s přestávkami) v Národním divadle 217krát, ve Stavovském divadle 24krát, v Divadle na Vinohradech (1920), v Prozatímním divadle (1940) jednou a v Divadle 5. května (1949) dvakrát.
Byla sólistkou národních divadel: v letech 1922–1925 v Lublani, 1925–1928 v Záhřebu, 1928–1932 v Praze, 1932–1937 ve Vídni, 1940–1959 v Bělehradu. Působila také koncertně a od roku 1959 pedagogicky.
Po druhé světové válce vystupovala pohostinsky v Německu, Francii, Bulharsku, Polsku, Itálii a Švýcarsku.

## Dílo

### Operní role – premiéry
Seznam:
- Mařenka: Prodaná nevěsta — 1908–1909, 1922–1923
- Aida: Aida — 1912–1913, 1933–1934, 1947–1948
- Amelia: Maškarní ples — 1912–1913, 1939–1940
- Rusalka: Rusalka — 1914–1915, 1924–1925, 1945–1946
- Elisa: Piková dáma — 1916–1917, 1948–1949
- Markétka: Faust a Markétka — 1918–1919, 1929–1930
- Louisa: Louisa — 1919–1920, 1932–1933
- Floria Tosca: Tosca — 1919–1920
- Senta: Bludný Holanďan — 1920–1921, 1936–1937
- Taťjana: Eugen Oněgin — 1920–1921, 1929–1930
- Santuzza: Sedlák kavalír — 1921–1922, 1941–1942
- Vendulka: Hubička — 1922–1923
- Elsa z Brabant: Lohengrin — 1922–1923
- Milada: Dalibor — 1923–1924, 1954–1955
- Libuše: Libuše — 1923–1924
- Šárka: Šárka — 1925–1926
- Turandot: Turandot — 1926–1927, 1939–1940
- Marina Mníškova: Dimitrij — 1927–1928
- Armida: Armida — 1928–1929
- Ryšja Rakšita: Kunálovy oči — 1928–1929
- Debora: Debora — 1929–1930
- Doňa Anna: Don Juan — 1929–1930
- Maria Magdalena: Jidáš Iškariotský — 1929–1930
- Zpěv: Matiné na počest Ivo Vojnoviče — 1929–1930
- Beatrys: Beatrys — 1930–1931
- Královna Isabella: Don Carlos — 1930–1931
- Giulietta: Hoffmannovy povídky — 1930–1931
- Královna Alžběta: Karlštejn — 1930–1931
- Mladá kněžna: Lucerna — 1930–1931
- Hraběnka: Figarova svatba — 1931–1932
- Elektra: Idomeneus, král krétský — 1931–1932
- Brunhilda: Siegfried — 1931–1932
- Leonora: Troubadour — 1939–1940
- Jaroslavna: Kníže Igor — 1952–1953
- Venuše: Tannhäuser — 1955–1956

### Koncerty – výběr
- Slavnostní koncert pro fond „Styk s cizinou“ – účinkovali Česká filharmonie, sólisté Zdenka Ziková, Anna Krčmářová klavír. Praha: Lucerna, 23. 10. 1930
- Vystoupení ve Francii: Prodaná nevěsta – Paříž: 1931
- Hudební matiné k padesátiletému jubileu školy pro ženská povolání: Praha: Staroměstská radnice, 29. 5. 1934
- Vystoupení v Egyptě: Káhira 1937

### Gramofonová deska
- Don Carlos. Tu che le vanità = (Ty světskou marností): (Alžběta, 4. děj.) – Giuseppe Verdi; [libreto] François Joseph Méry a Camille du Locle. Praha: Supraphon, 1956